# Economía de Kazajistán
Kazajistán, la segunda más grande de las ex repúblicas soviéticas en territorio, después de Rusia, posee grandes reservas de combustibles fósiles y grandes yacimientos de otros minerales y metales. También tiene un importante sector agrícola donde se destacan la producción de granos y la cría de ganado. El sector industrial del país está principalmente centrado en la extracción y procesamiento de estos recursos naturales.
Kazajistán disfrutó de crecimiento de dos dígitos en 2000 y 2001, y del 8% o más por año entre 2002 y 2007 —gracias en gran parte a su creciente sector de la energía, pero también a las reformas económicas, a buenas cosechas, y al crecimiento de la inversión extranjera. En 2008 el crecimiento del PIB cayó al 2.4%, y fue negativo en el 2009, debido a las caídas de los precios del petróleo y de los metales, y a problemas en el sector bancario que siguió a la crisis financiera global.

## Datos macroeconómicos 2002
- PNB: $ 24.801.000.000
- PNB per cápita: $ 7.655
- Inflación anual: +5,9%
- Crecimiento anual: +8,0%
- Tasa de desempleo: 10,4%
- Población activa: 7.479.100 personas.
- Moneda: tenge, que equivale a 100 tiyns.

## Comercio exterior
En 2020, el país fue el 49.o exportador más grande del mundo (US $ 57.7 mil millones, 0.3% del total mundial).  En términos de importaciones, en 2019 fue el 58.o mayor importador del mundo: 38,3 mil millones de dólares.

## Sectores económicos
A continuación se muestran los sectores de producción de Kazajistán:

### Sector primario
El sector primario produce el 9% de la riqueza de Kazajistán.
En el año 2020
```
Kazajistán produjo:
```

- Arroz (301.000 toneladas).
- Avena (255.000 toneladas).
- Cebada (2.316.000 toneladas).
- Maíz (349.000 toneladas).
- Trigo (12.700.000 toneladas).
- Remolacha azucarera (395.000 toneladas).
- Patatas (2.000.000 toneladas).
- Ganado bovino (4.190.000 cabezas).
- Ganado porcino (1.100.000 cabezas).
- Ganado caprino (1.150.000 cabezas).
- Camellos (99.000 cabezas).
- Ganado ovino (9.120.000 cabezas).
- Ganado equino (980.000 cabezas).
- Ganado aviar (20.070.000 cabezas).
- Pesca (27.000 toneladas).
- Madera (315.000 m³).

#### Agricultura
Kazajistán produjo en 2018:

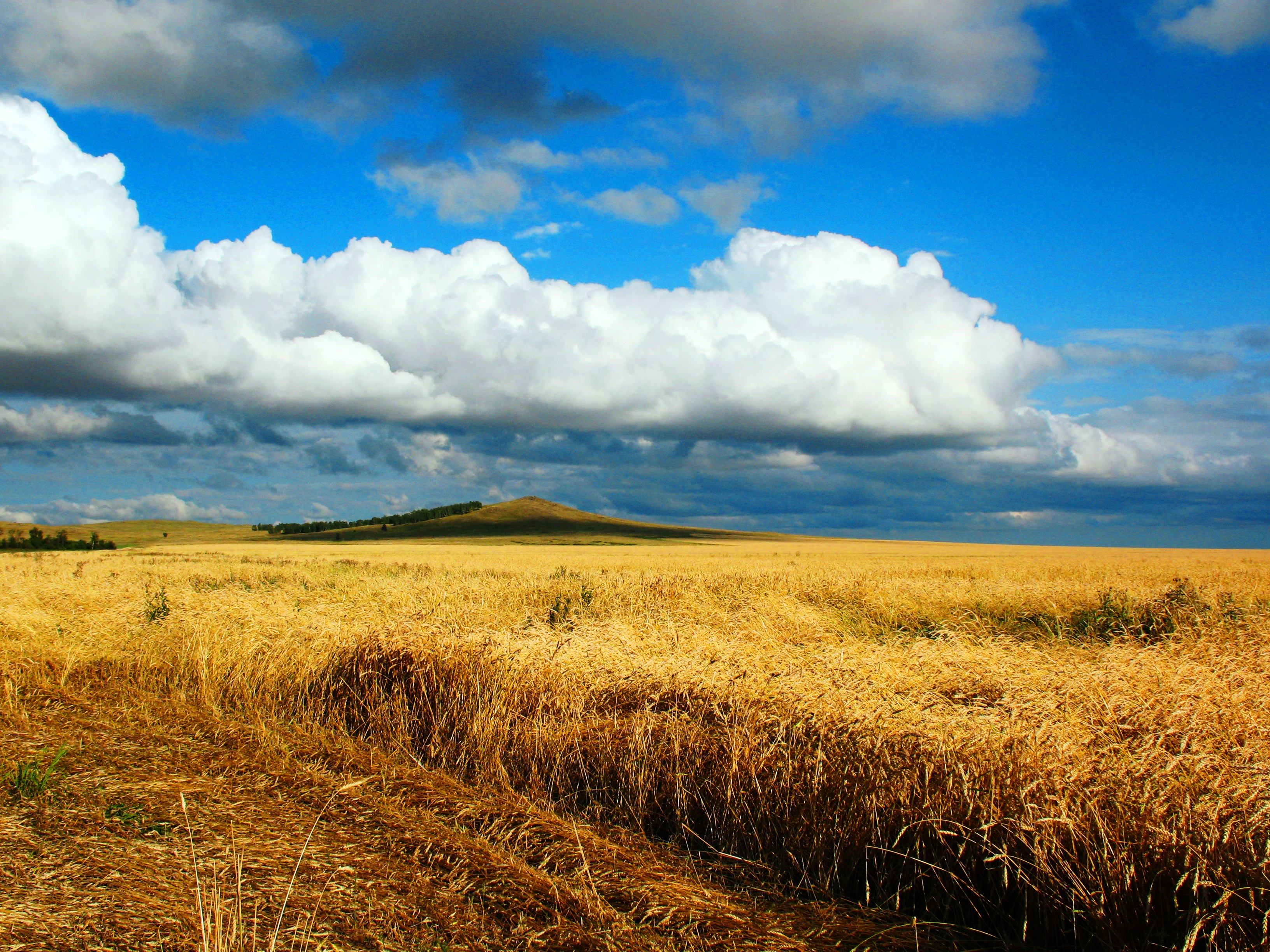
Plantación en Kazajistán.

- 13,9 millones de toneladas de trigo (el 14.º productor mundial);
- 3,9 millones de toneladas de cebada (undécimo productor mundial);
- 3,8 millones de toneladas de patata (vigésimo mayor productor del mundo);
- 1,2 millones de toneladas de sandía (el 12.º productor mundial);
- 933 mil toneladas de lino (mayor productor del mundo);
- 893 mil toneladas de melón (quinto productor mundial);
- 862 mil toneladas de maíz;
- 847 mil toneladas de girasol (decimotercer productor mundial);
- 813 mil toneladas de cebolla;
- 765 mil toneladas de tomate;
- 566 mil toneladas de zanahoria;
- 546 mil toneladas de repollo;
- 504 mil toneladas de remolacha azucarera, que se utiliza para producir azúcar y etanol;
- 482 mil toneladas de arroz;

Además de producciones más pequeñas de otros productos agrícolas.

#### Ganadería

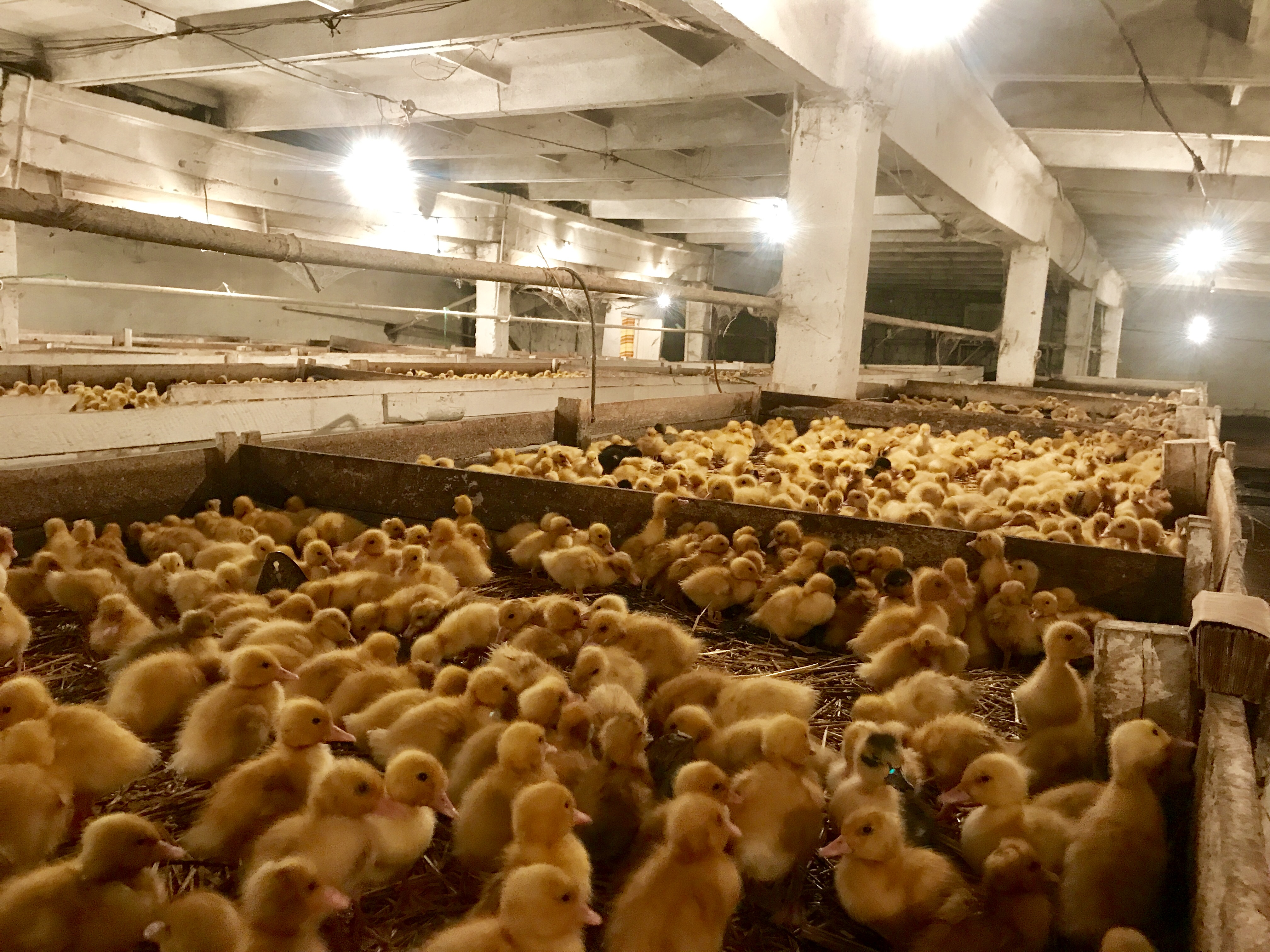
Avicultura en Kazajistán.

En 2019, Kazajistán produjo 5,8 mil millones de litros de leche de vaca, 501 mil toneladas de carne de res, 214 mil toneladas de carne de pollo, entre otros. El país es el decimotercer productor mundial de lana.

### Sector secundario

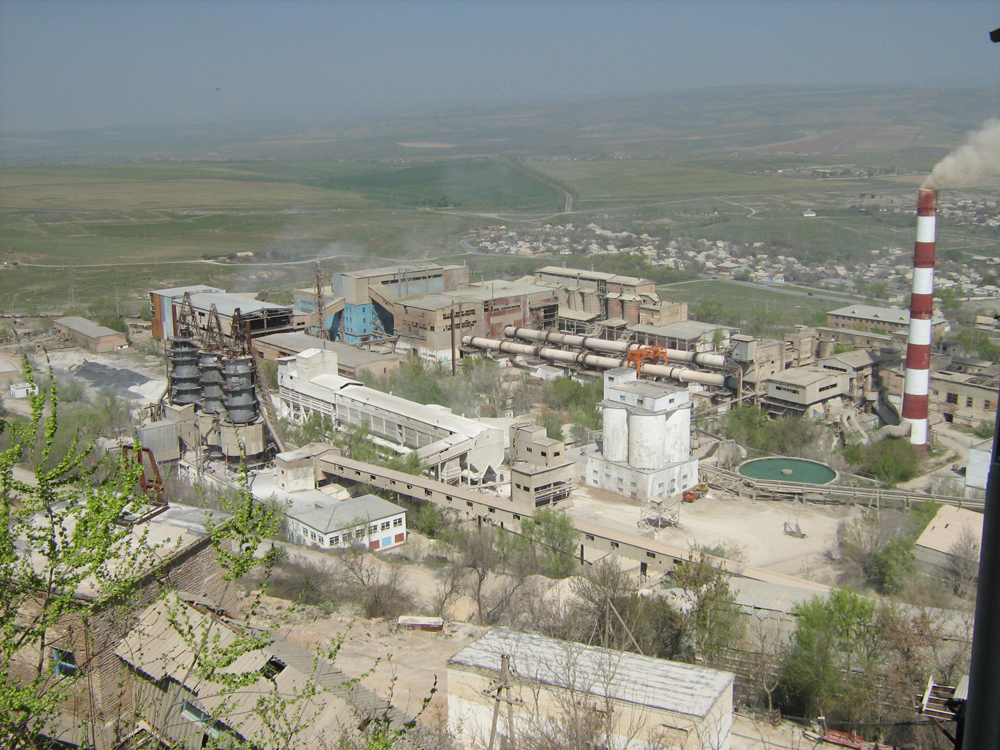
Fábrica de cemento en Kazajistán.

El sector secundario produce el 39% de la riqueza nacional.
- Bauxita: 4.200.000 toneladas.
- Carbón: 56.617.000 toneladas.
- Hierro: 16.000.000 toneladas.
- Plata: 927.110.000 kg.
- Gas natural: 8.674.000 m³.
- Petróleo: 23.376.000 toneladas.
- Energía eléctrica: 52.425.000.000 kWh.
- Acero: 37.751.000 toneladas.
- Arrabio: 3.438.000 toneladas.
- Gasolina: 1.746.000 toneladas.
- Cigarrillos: 18.773.000.000 unidades.
- Cemento: 1.175.000 toneladas.

#### Industria
El Banco Mundial enumera los principales países productores cada año, según el valor total de la producción. Según la lista de 2019, Kazajistán tenía la 54.ª industria más valiosa del mundo (20.800 millones de dólares).
En 2019, Kazajistán fue el 41.º productor más grande de  vehículos en el mundo (49 mil) y el 34.o productor más grande de acero (4,1 millones de toneladas).

#### Minería

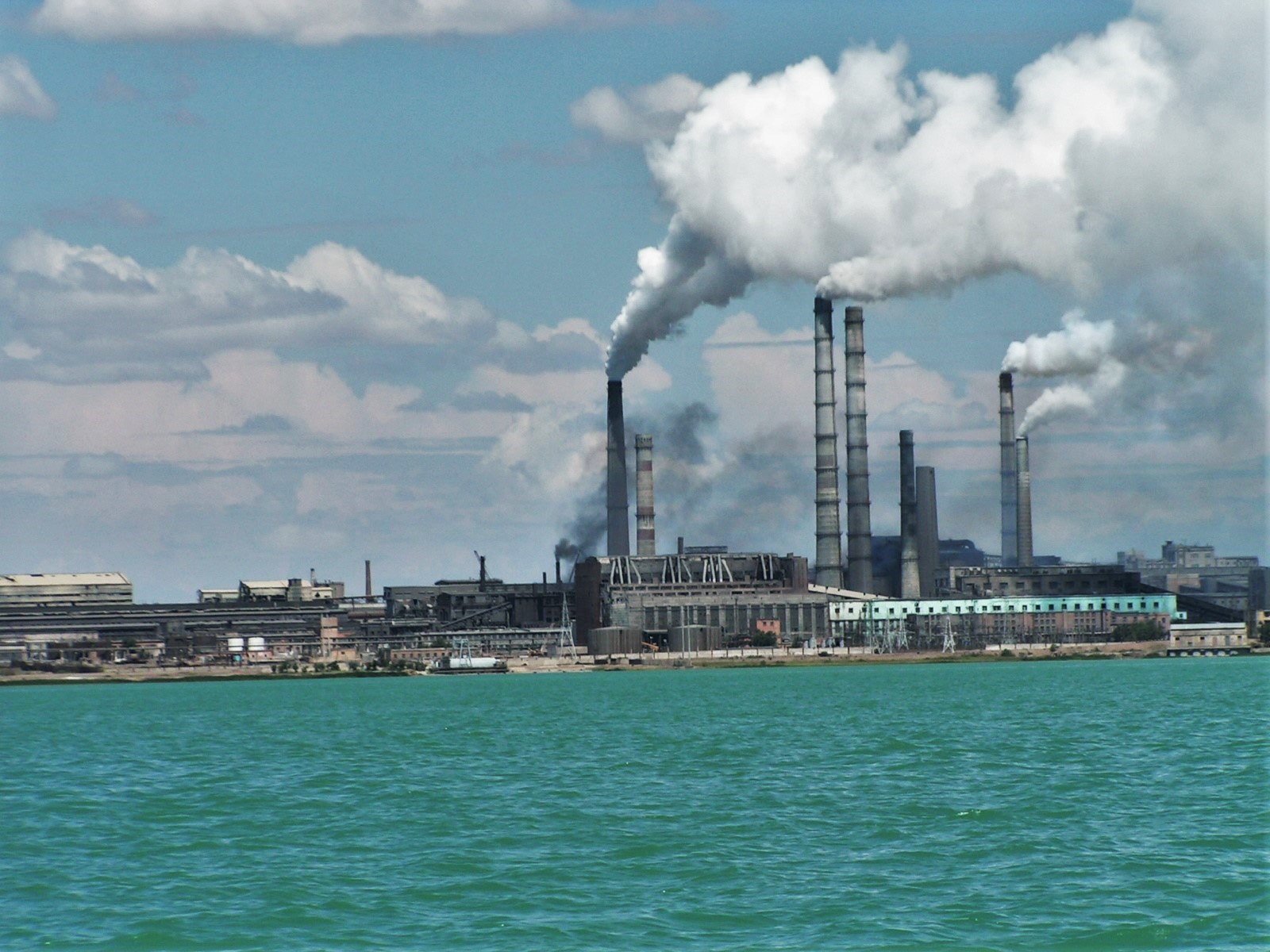
Complejo de fundición de cobre Balkhash.

Kazajistán es un fuerte productor de minerales. El país fue el mayor productor mundial de uranio en 2018. En 2019, el país fue el décimo productor mundial de oro; 11.º productor mundial de cobre; 3.er productor mundial de cromo; 9.º productor mundial de bauxita; Noveno productor mundial de zinc; Décimo productor mundial de antimonio; 12.º productor mundial de mineral de hierro; 12.º productor mundial de plomo; 14.º productor mundial de manganeso; 17.º productor mundial de fosfato; Sexto productor mundial de bismuto, y séptimo productor mundial de azufre.

#### Energía

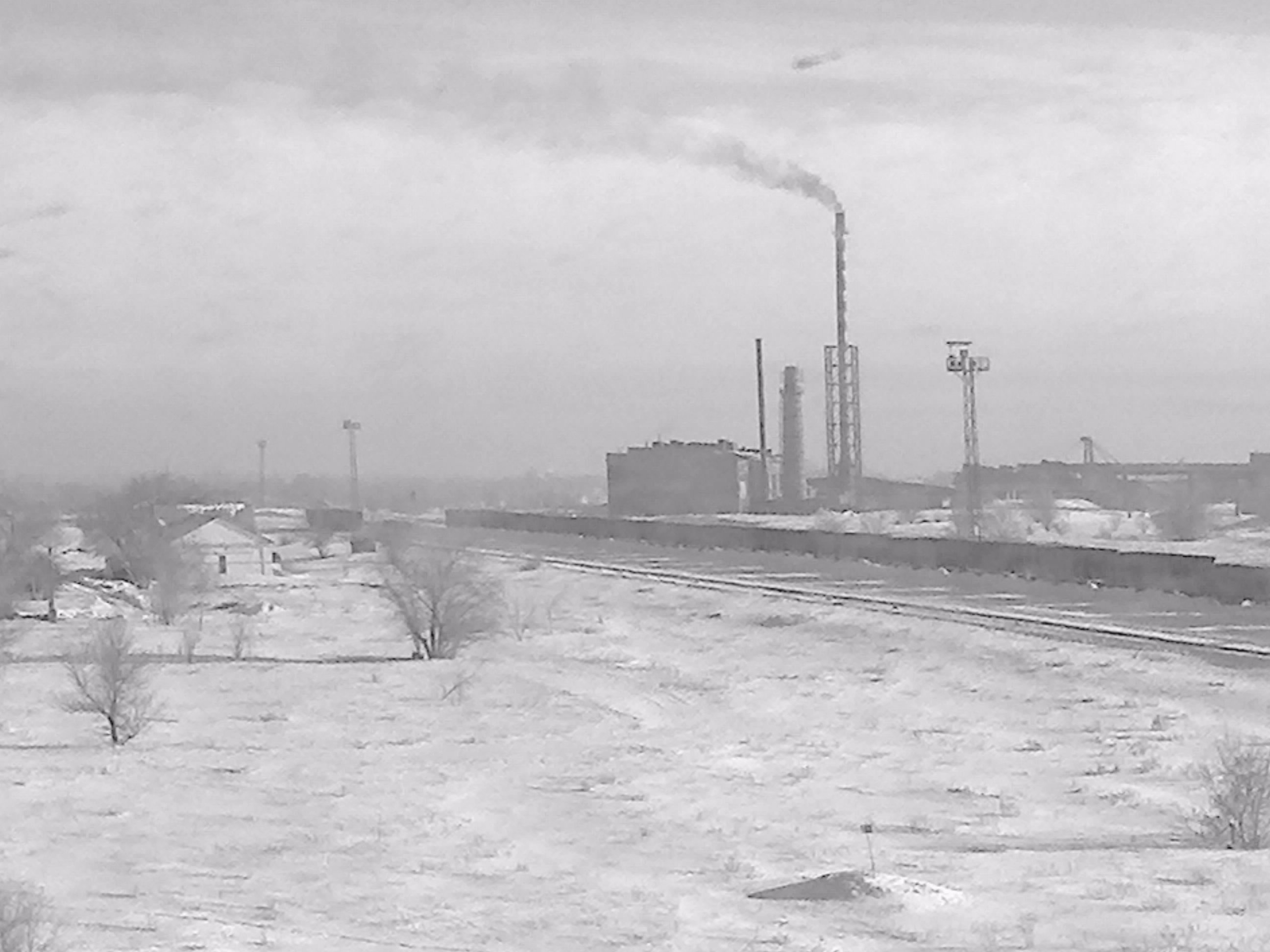
Mina de carbón en Kirovskaya.

En energías no renovables, en 2020, el país fue el duodécimo productor mundial de petróleo, extrayendo 1,75 millones de barriles / día. En 2019, el país consumió 244 mil barriles / día (50 ° consumidor más grande del mundo). El país fue el undécimo exportador de petróleo del mundo en 2016 (1,29 millones de barriles / día). En 2017, Kazajistán fue el 29º productor mundial de gas natural, 22 800 millones de m³ al año. En 2017, el país fue el 43o mayor consumidor de gas (16,3 mil millones de m³ por año). En 2016, fue el decimoctavo exportador más grande del mundo (11,5 mil millones de m³ por año). En la producción de carbón, el país fue el décimo más grande del mundo en 2018: 111,1 millones de toneladas.
En energías renovables, en 2020, Kazajistán era el 46.º productor mundial de energía eólica, con 0,2 GW de potencia instalada, y no tenía energía solar instalada.

### Sector terciario
El sector terciario acapara el 52% de la riqueza nacional.

#### Turismo
Kazajistán tiene un turismo pequeño. En 2010, Kazajistán recibió 2,9 millones de turistas internacionales. Los ingresos por turismo en 2018 fueron de $ 2.2 mil millones.